# Dicranophragma fuscovarium
Dicranophragma fuscovarium là một loài ruồi trong họ Limoniidae. Chúng phân bố ở miền Tân bắc.